# 특성 없는 사나이

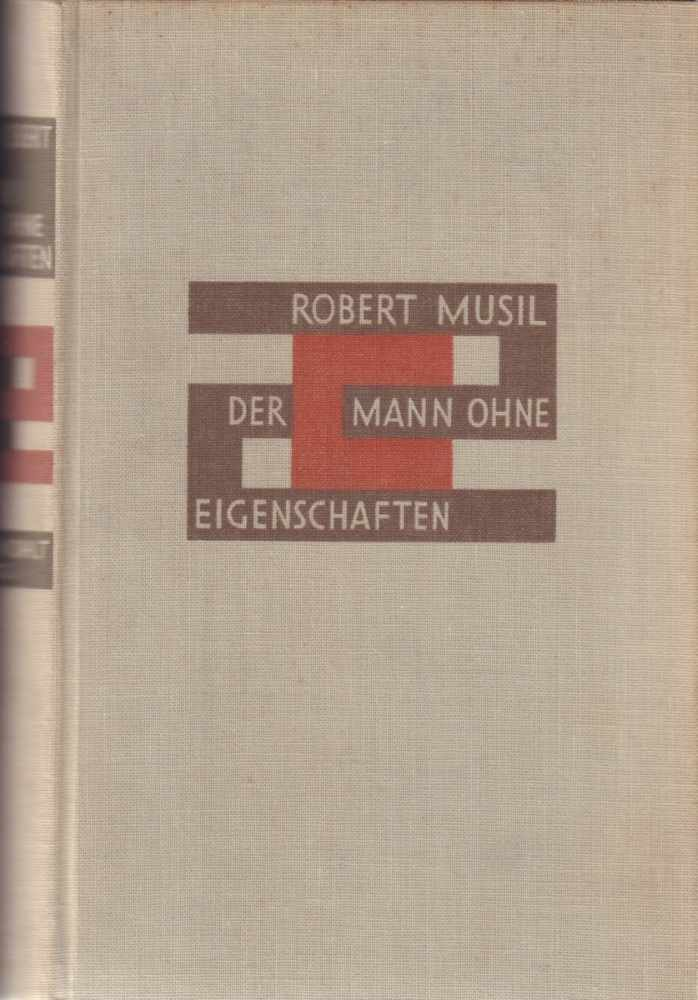

《특성 없는 사나이》(독일어: Der Mann ohne Eigenschaften, 1930년 ~ 1943년)는 로베르트 무질의 미완결 장편소설이다.
작가는 처녀작 <제자 퇴를레스의 혹란(惑亂)> 외에 단편집이나 희곡도 저술한 바 있으나, 약 20년을 소비하여서도 미완성이 되어 버린 이 작품이야말로 필생을 바친 작품으로 그를 대표하는 것이라 할 것이다. 이미 제1권은 1930년에, 제2권은 1932년에 각각 출판되었으나 유고(遺稿)를 추가하여 정본(定本)으로 출판된 것은 1952년이었다.
제1차 세계대전 전의 오스트리아를 배경으로 하여 주인공인 우를리히는 여러 가지 뛰어난 특성을 지니면서도 그 특성을 하나로 정리하여서 살릴 수가 없다. 그것은 사회가 이미 그러한 특성에 목표를 부여할 수 없게 되었기 때문이다. 그래서 목표없는 사회에 다수 인물이 등장하여 근친상간(近親相姦)에서 살인 강간까지 구원없는 생활이 묘사되어간다. 작자는 그것을 예리한 아이러니와 철저한 분석에 의해 대화나 논의의 형식으로 웅장하게 묘사하고 있다.

## 같이 보기
- 르 몽드가 선정한 세기의 도서 100권